# Kvægtorvet (przystanek kolejowy)
Kvægtorvet (duń. Kvægtorvet Station) – przystanek kolejowy w miejscowości Hjørring, w regionie Jutlandia Północna, w Danii. Znajduje się na Hirtshalsbanen. Jest obsługiwany przez pociągi Nordjyske Jernbaner.

## Linie kolejowe
- Hirtshalsbanen